# Salix alpina
Salix alpina là một loài thực vật có hoa trong họ Liễu. Loài này được Scop. miêu tả khoa học đầu tiên.

## Hình ảnh

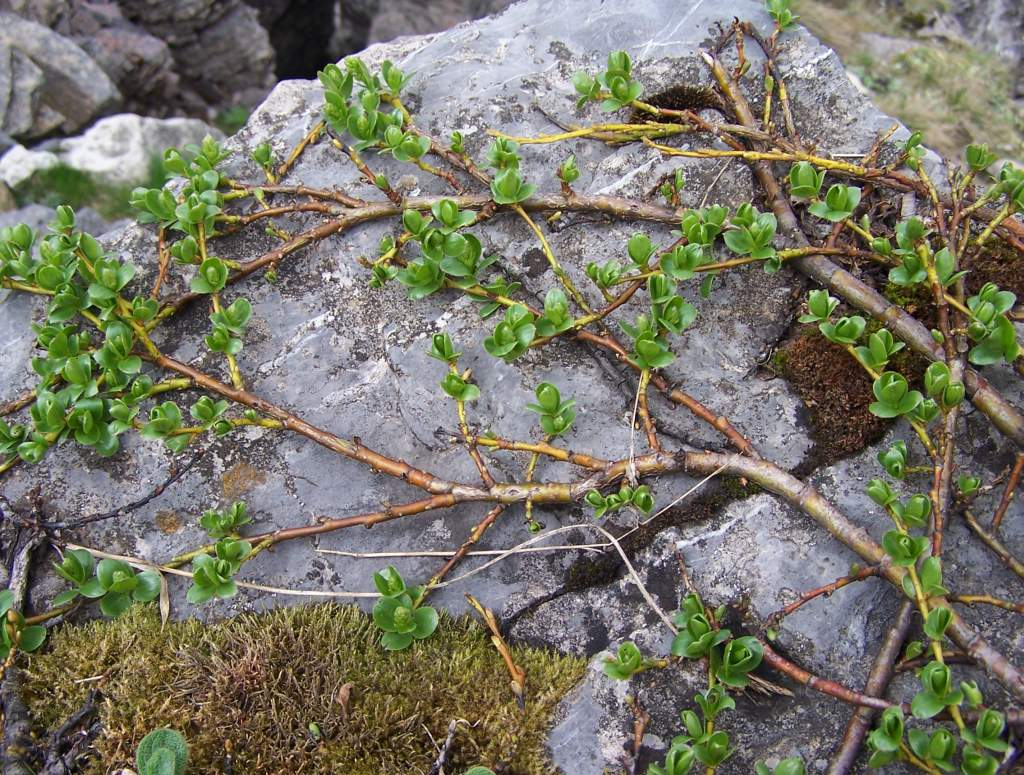
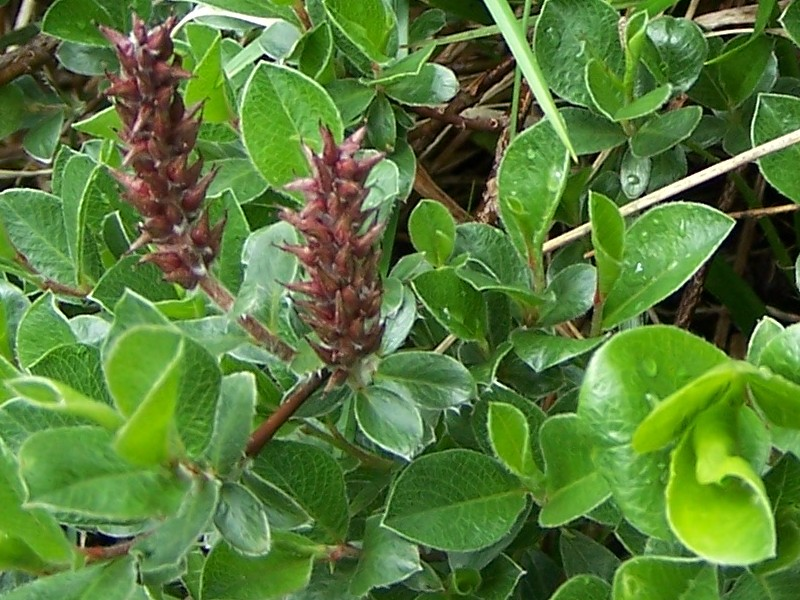
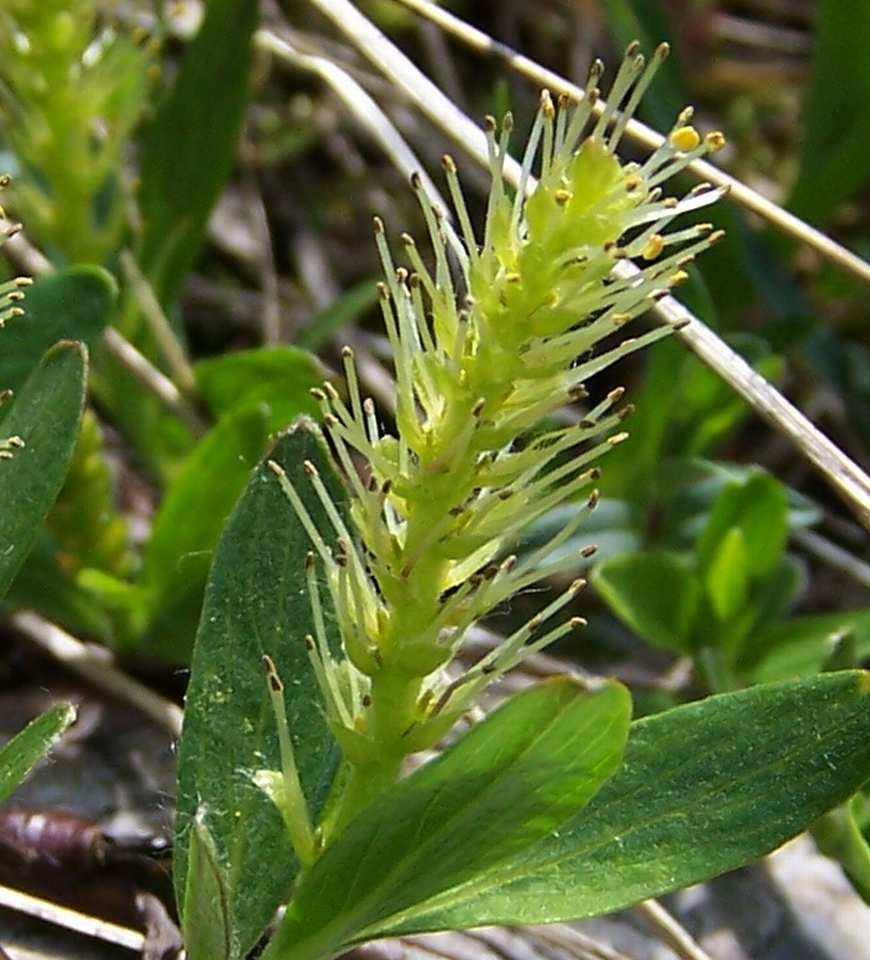
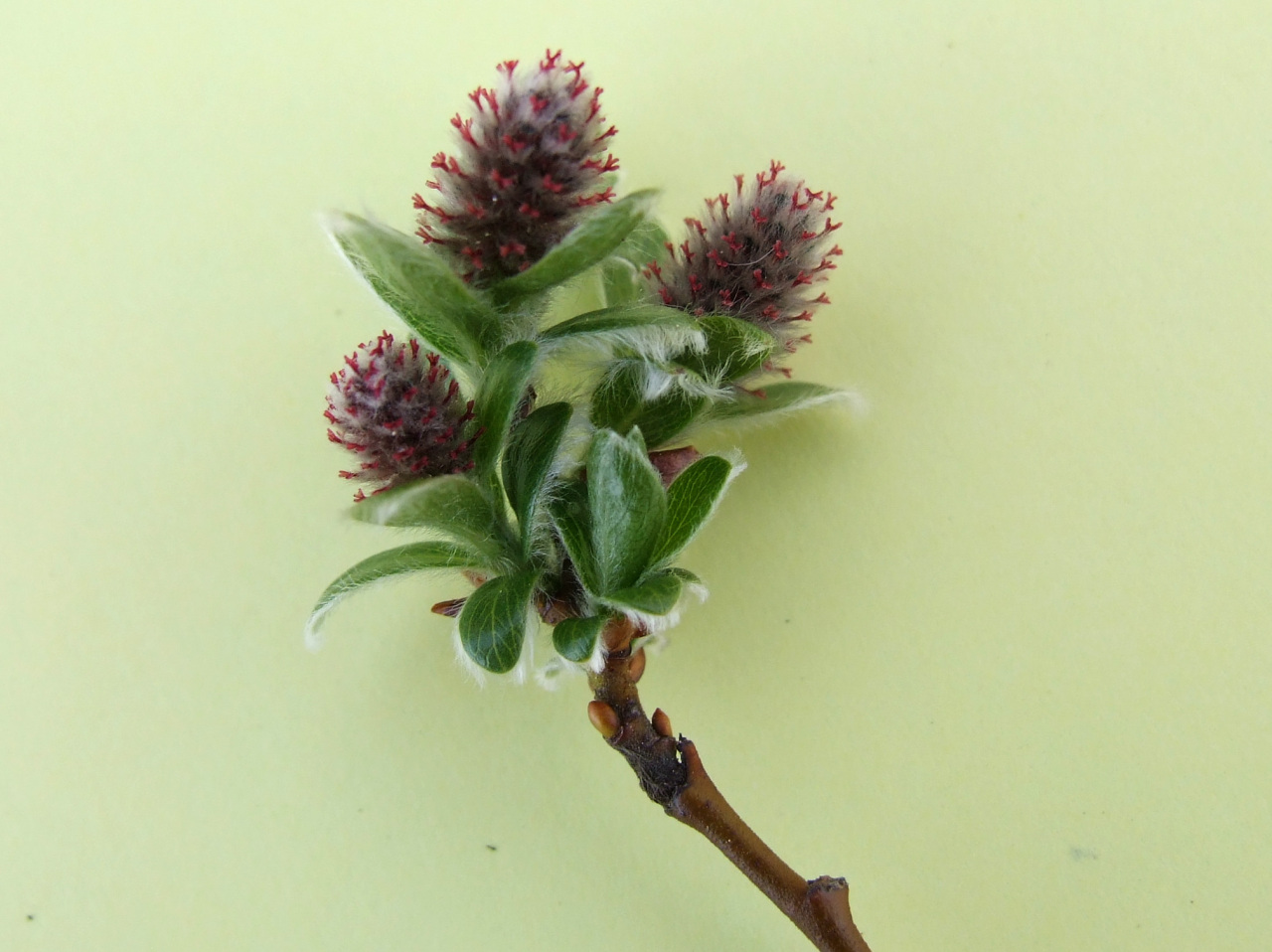